# Sd.Kfz. 7/1
Sd.Kfz. 7/1 – 2cm Flakvierling 38 auf Selbstfahrlafette – niemieckie samobieżne działo przeciwlotnicze z okresu II wojny światowej.

## Historia
W 1940 roku zbudowano na podwoziu półgąsienicowego ciągnika artyleryjskiego Sd.Kfz. 7 samobieżne działo przeciwlotnicze przez umieszczenie na nim poczwórnie sprzężonego działka przeciwlotniczego 2 cm Flakvierling 38. W pierwszej serii pojazdów kabina kierowcy była odkryta, natomiast w dalszych została opancerzona blachami o grubości 8 mm.
Pierwszą serię 100 pojazdów wyprodukowano już w 1940 roku, a następnie kolejne serie budowane były w następnych latach. Produkcję Sd.Kfz. 7/l trwała do 1944 roku i łącznie w tym okresie zbudowano około 750 pojazdów tego typu.

## Służba
Działo Sd.Kfz. 7/1 wprowadzone zostało do użycia w 1940 roku do pododdziałów artylerii przeciwlotniczej w dywizjach pancernych oraz w Luftwaffe. Służyły do walki z nisko latającymi samolotami przeciwnika, jak również do niszczenia celów naziemnych. Użytkowano je do zakończenia II wojny światowej.

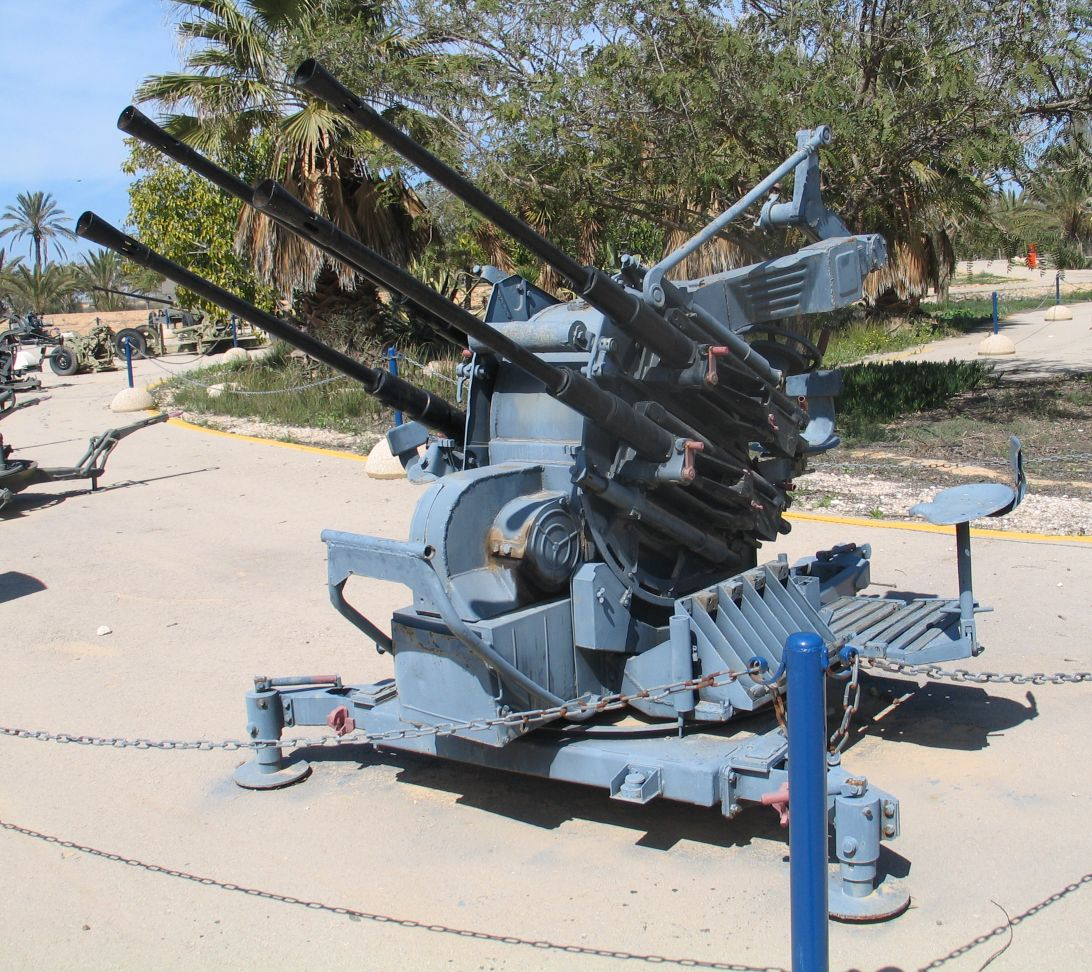
Działo Flakvierling 38 montowane na Sd.Kfz. 7/1